# Čearretsuolu, Tana kommun
Čearretsuolu är en ö i Tana kommun i Finnmark fylke i norra Norge. Ön ligger i Tana älv som här utgör gräns mellan Norge och Finland. Den ligger cirka en kilometer väster om byn Roavvegieddi och omkring 1,2 kilometer nordväst om den finska tätorten Utsjoki.
Öns area är omkring 3,7 hektar och dess största längd är 390 meter i nordväst-sydöstlig riktning.